# アルブレヒト＝ベンゲル＝ハウス
 アルブレヒト＝ベンゲル＝ハウス (ABH)(ドイツ語:  Albrecht-Bengel-Haus )は、テュービンゲン大学で福音主義神学を学ぶ学生たちの寮である。この学生寮はヴュルテンベルクの敬虔主義神学者ヨハン・アルブレヒト・ベンゲルにちなんで命名されている。

## 歴史
1969年12月27日に社団法人アルブレヒト＝ベンゲルハウスが設立され、翌1970年に11学生居住室を有する建物への改築工事が始まった。最初の学生指導主任はヴュルテンベルク福音主義州教会のハイデンハイム地区長とテュービンゲン福音主義神学寮担当教員を務めていたヴァルター・タラッハ牧師、最初の名誉所長は当時のテュービンゲン大学福音主義神学部で最も保守的なペーター・バイヤーハウス( 実践神学講座教授)だった。1960年代から1970年代においてテュービンゲン大学は過激な学生運動の影響下にあり、テロリスト集団のドイツ赤軍の指導者グドルン・エンスリンを輩出するまでに至った。赤色テロの指導者エンスリンはヴュルテンベルク福音主義州教会のルター派教会牧師の娘であり、キリスト者の家族にも過激なマルクス主義思想が浸透していることを示していた。そのような状況を危惧した保守主義者たちはヴュルテンベルク地方の敬虔主義的信仰で育った新入生をテュービンゲン大学の過激な学生運動やテュービンゲン大学福音主義神学部に蔓延している急進的神学思想から守る必要性を痛感し、新しい神学生寮の建設を決定した。そのため、アルブレヒト＝ベンゲルハウスの運営は寮生の自主性には委ねず、保守的な敬虔主義者である所長や学生指導主任に任された。

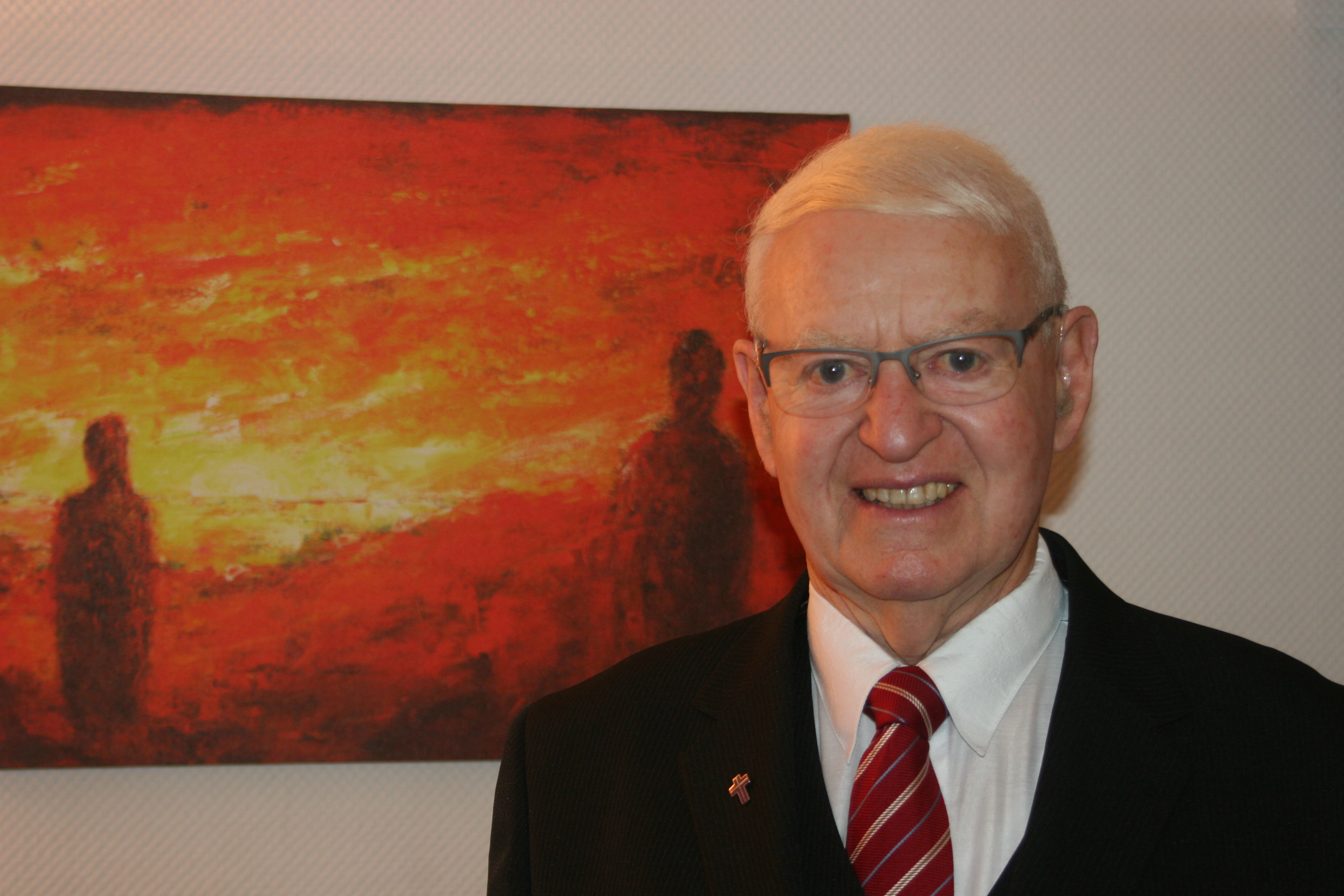
ゲルハルト・マイヤー、 学生指導主任(1973–1980), 所長（1980–1995）

1973年、後にヴュルテンベルク州教会監督になったゲルハルト・マイヤーが学生指導主任に就任した。
すぐに寮生が急激に増え、居室が不足したため、カール＝ハイム＝ハウス(州教会の学生寮)の一部を借りて対応した程であった。1977年の秋にはテュービンゲン市内のデーレンディンゲンにおいて、76人の寮生が住むことが可能な新寮(A館、B館)の落成を祝った。1980年、ゲルハルト・マイヤーが所長に就任。彼が所長在任中の1987年にルートヴィヒ=クランプフ通りに増築校舎(C館)が建築され、その結果、95人の寮生が住み、3つの共同学習室、大きな図書室、演習室を有することになった。
1995年から2009年までロルフ・ヒレがゲルハルト・マイヤーの後任所長になった。ロルフ・ヒレの所長在任中に、ベンゲル＝ハウスにいる学位(神学博士号)試験志願者のための新館(D館)の建設が始まり、2009年6月に完成した。D館には4つの学位(神学博士)試験志願者居室と礼拝室、演習室と講義室がある。同時に既存の図書室、礼拝室も拡張された。2009年9月1日、ロルフ・サンズが所長に就任した。2013年から2018年まで、ライナー・リースナーがロルフ・ヒレの後任として学位(神学博士)試験志願者担当指導を担当した。2018年以降、ローランド・デイネスがその職務を引き継いでいる。神学教育機関としてベンゲル=ハウスは福音主義グナーダウ共同体連盟に加盟している。ベンゲルハウス開設後の50年間において、学問的、霊的な面で約1000人の学生をサポートしている。
2022年、オンライン相談カウンター「ベンゲル・カウンター」を開設し、ベンゲルハウス教員による講演や聖書講座をおこなっている。
学寮運営評議会にはマティアス・ドイシュレ所長、フリーデマン・フリッチュ牧師、マイケ・ザックス牧師 (生ける信徒共同体)、アンドレアス・シュミラー、カロリーネ・クイリング、リーベンツェル国際大学教授兼牧師ローランド・デイネスが属している。

## 寮の目的
この学寮における主要目的は約120人の寮生に対する研究援助である。聖書信仰、信徒間の連帯と教会共同体活動という方向性を大切にしながら、研究援助はおこなわれている。アルブレヒト＝ベンゲル＝ハウスはいわゆる聖書神学を擁護している。これは広く支持されている歴史的批判的聖書研究とは別の方法論である。学寮での生活を通して、霊性を深化させるだけでなく、集団における問題解決能力を獲得させ、文化と共同体に関する理解を深めることで、教会共同体での活動準備を援助している。
学業に励む際、寮生は霊性を深めつつ、学寮の根本原則、とりわけ、神の権威と聖書の統一性を認めることも求められる。加えて、結婚以前において性行為をしないことも寮生たちは誓う。入寮志願者は将来、教会の牧師 、説教者、宗教科教師、伝道者になることを求められる。

## 組織

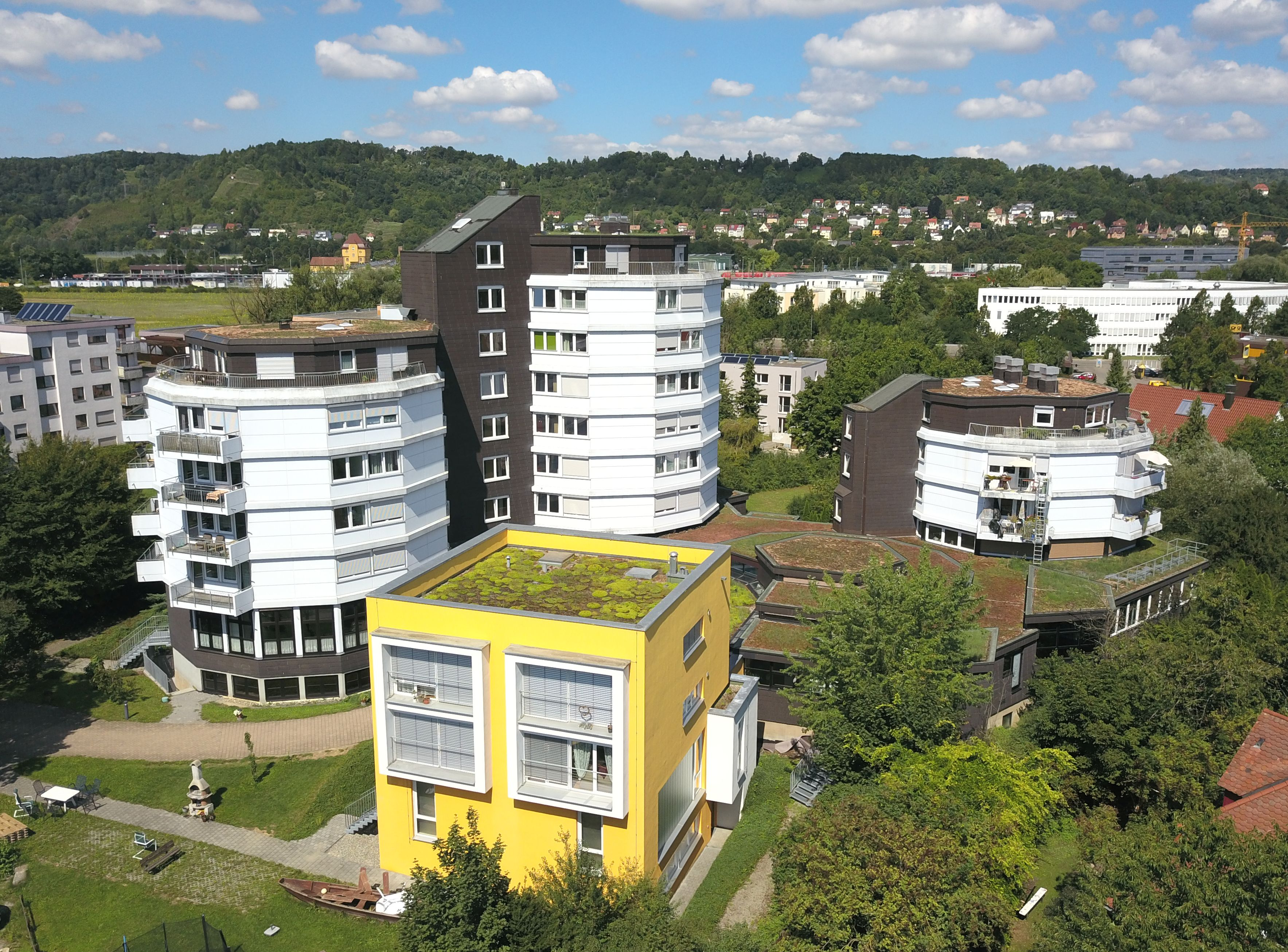
アルブレヒト＝ベンゲル＝ハウス

寮生たちはこの学寮に入ることで、テュービンゲンおよび周囲の町村に囲まれて暮らすことになる。研究指導と寮生活は寮生の自主性に任されてはいない。6人の教員が寮生たちをグループ(15人から20人)に分けて寮生活をサポートしている。このグループ活動において取り上げられるテーマはベンゲル=ハウスの教員たちで決められた修学計画に基づくことになっている。二人の寮生全体代表が寮の運営に加わり学生が関係する組織上の問題を解決している。さらに寮生代表は各階にいる寮生長の補佐を受けながら共同生活の改善に努めている。寮の運営管理を担う所長は2023年に就任したマティアス・ドイシュレである。
学生と学位(神学博士号)試験志願者たちの居室と並んで、ベンゲルハウスの宣教活動として世界中のキリスト教会から宣教協力者と学生たちが聴講生、訪問者として受け入れられている。ベンゲルという名称を持つ宣教グループや財団によってこのような宣教活動は支えられている。
ベンゲル=ハウスの寮生たちは現在、同じ市内にある歴史と伝統を誇るテュービンゲン福音主義神学寮の寮生たちとも良好な関係を持ち、サッカーゲーム等を共にすることもある。

## モルトマンとベンゲル＝ハウス
テュービンゲン大学福音主義神学部の組織神学講座教授だったユルゲン・モルトマンはその自伝の中でベンゲル=ハウスとの関係を記述している。進歩的神学者であったモルトマンは大学のあるヴュルテンベルクにおいて有力で保守的な敬虔主義グループには敵対しなかったが、ベンゲル=ハウスの設立には反対した。保守的な神学者ペーター・バイヤーハウスによってテュービンゲンの神学生たちが分断されてしまうと恐れたからであった。けれども、そのモルトマンも1960年代後半から顕著になったテュービンゲン大学におけるマルクス主義による過激な学生運動には批判的であった。そのような状況の中でベンゲル=ハウスの寮生たちと大学で日常的に接したモルトマンは、彼らが神学的保守主義に凝り固まった存在ではないことを知り、和解することになったのである。

## 外部(公式)サイト
- アルブレヒト＝ベンゲル＝ハウス(ドイツ語)

座標: 北緯48度30分22.5秒 東経9度3分0.8秒 / 北緯48.506250度 東経9.050222度